# 高茶屋站
高茶屋站（日语：／ Takachaya eki */?）是位於三重縣津市高茶屋一丁目，東海旅客鐵道（JR東海）的紀勢本線車站。

## 歷史
- 1893年（明治26年）12月31日：參宮鐵道津至相可（現時：多氣）至宮川之間開業，此站啟用[1]。
- 1907年（明治40年）10月1日：根據鐵道國有法（日语：鉄道国有法），把參宮鐵道國有化。成為官設鐵道的車站[1]。
- 1909年（明治42年）10月12日：制定路線名稱。成為參宮線車站[1]。
- 1945年（昭和20年）10月23日[2]至11月23日[3]：設置RTO（同盟軍鐵道輸送事務所）。
- 1945年（昭和20年）12月17日：RTO關閉。但是，松阪管理部員在翌年10月1日前繼續執勤[3]。
- 1959年（昭和34年）7月15日：改變路線名稱，包括此站在內參宮線龜山至多氣之間成為紀勢本線[1]。
- 1987年（昭和62年）4月1日：伴隨國鐵分割民營化，車站由東海旅客鐵道（JR東海）營運[1]。
- 2011年（平成23年）10月1日：不再成為簡易委託車站，成為無人車站。

### 車站名稱的由來
車站位處於「高茶屋」，其名稱的由來。是在江戶時代時期，前往伊勢神宮參拝時會經過參宮街道（伊勢街道），從津出發前往松阪途中，會經過設有高台的休憩茶屋。此外，津藩主：藤堂高次在藩內巡視時，曾經到此茶屋休憩，而把這地方命名為「高茶屋」。當地人把此地方讀作。此外，在鐵道唱歌第五集關西參宮南海中，第21番的歌詞中也使用「たかぢゃや」這個讀法。

## 車站構造

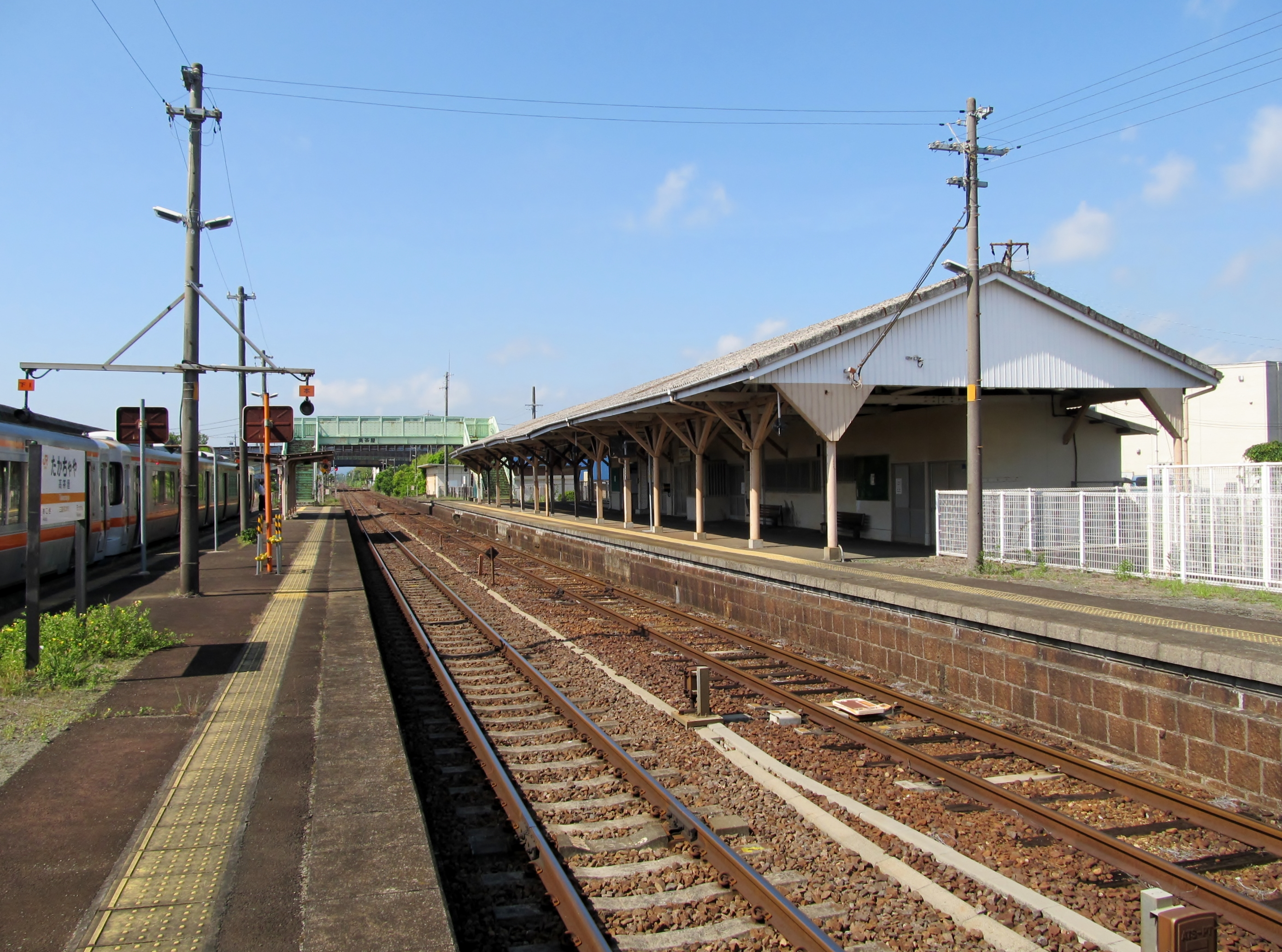
月台(2024年5月)

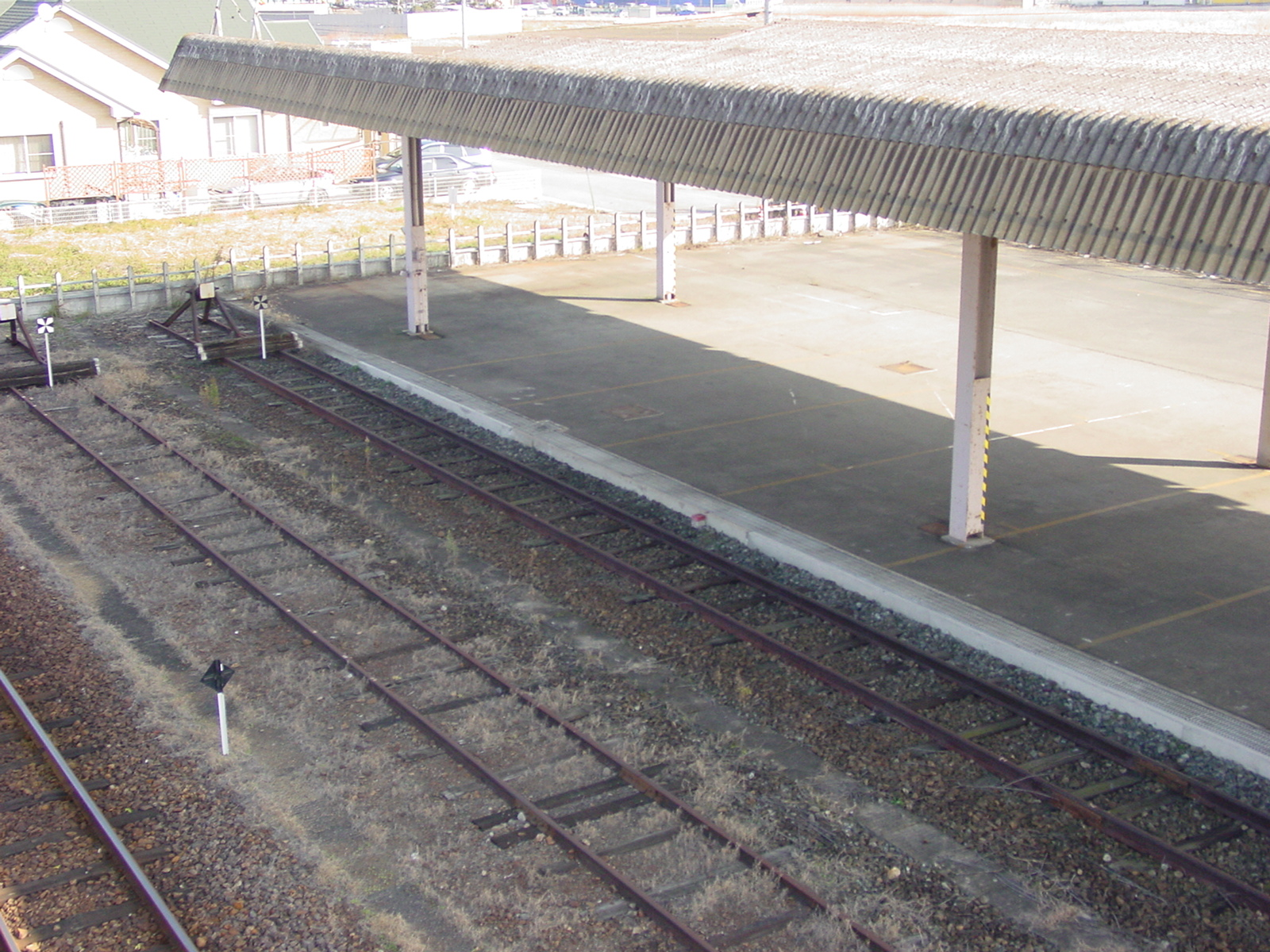
貨運用月台遺跡

車站設有1面1線的單式月台和1面2線的島式月台，共設有2面3線的混合式月台，在單式月台上設有車站大樓，為地面車站。各月台之間設有跨線橋連接。車站大樓為一座古老木造建築物，有很高的天井。曾經在此處處理貨物，現時保留了部分遺跡。在太平洋戰爭中，在高茶屋站設有專用鐵路線前往津海軍工廠。
車站由津站管理，為無人車站。在2011年9月30日前，車站大樓中設有東海交通事業的職員和MARS系統終端機，以發行乘車票等車票。
在2018年11月9日，在車站附近的AEON Mall津南店開業，開始有許多乘客使用此車站（在官方網站中也標示最近的車站為此站），因此在週末會設有車站職員當值，進行閘口業務。
在2號月台為上下行的本線，若設有列車交會時，上下行通過列車會使用2號月台。在停站列車方面，上行列車會使用1號月台，下行列車會使用2號線（部分為3號月台）。

### 月台
| 月台 | 路線      | 上下行 | 方向             |
| ---- | --------- | ------ | ---------------- |
| 1    | ■紀勢本線 | 上行   | 龜山、名古屋方向 |
| 2・3 | ■紀勢本線 | 下行   | 松阪、伊勢市方向 |

## 使用狀況
根據「三重縣統計書」，以下列出近年1日平均乘車人次。
| 年度   | 一日平均 乘車人次 |
| ------ | ----------------- |
| 1998年 | 588               |
| 1999年 | 574               |
| 2000年 | 547               |
| 2001年 | 556               |
| 2002年 | 554               |
| 2003年 | 535               |
| 2004年 | 527               |
| 2005年 | 518               |
| 2006年 | 560               |
| 2007年 | 537               |
| 2008年 | 505               |
| 2009年 | 485               |
| 2010年 | 502               |
| 2011年 | 448               |
| 2012年 | 397               |
| 2013年 | 384               |
| 2014年 | 387               |
| 2015年 | 380               |
| 2016年 | 362               |
| 2017年 | 359               |

關於車站在一年之間的乘車人次，在明治27年（1894年）為約19,000人（52人/日），在昭和元年為約160,000人（444人/日）。隨後，由於參宮急行電鐵（現時為近畿日本鐵道）以及伊勢電鐵啟用後，在昭和5年以後開始減少。

## 駅周辺
- AEON Mall津南（日语：イオンモール津南）
- 三重縣科學技術振興中心
- 井村屋集團（日语：井村屋グループ）
- 松阪鐵工所株式會社（日语：松阪鉄工所）
- 三重縣立津高等技術學校（日语：三重県立津高等技術学校）
- 津市立南郊中學（日语：津市立南郊中学校）
- 津市立高茶屋小學（日语：津市立高茶屋小学校）
- 高茶屋幼稚園
- 高茶屋幼兒園
- 三重縣立盲人學校（日语：三重県立盲学校）
- 三重縣立城山特別支援學校（日语：三重県立城山特別支援学校）
- 三重縣警察學校（日语：三重県警察学校）
- 三重中央駕駛學校
- 津南警署南郊崗亭
- 津高茶屋郵局
- 雲出簡易郵局
- 國道23號
- 國道165號（日语：国道165号）

## 巴士路線
- 在站前沒有巴士站，最近的巴士站是在國道165號（日语：国道165号）上的「高茶屋」巴士站，以及在國道23號上的「AEON Mall津南前[7]」巴士站。

三重交通
- 高茶屋巴士站
  - 21系統 久居站前
  - 22系統 久居站前
  - 21-1系統 雲出鋼管町
  - 21-5系統 香良洲公園 （經雲出鋼管町）
  - 22-1系統 雲出鋼管町
  - 22-5系統 香良洲公園 （經雲出鋼管町）

- AEON Mall津南巴士站
  - 21系統 久居站前
  - 22系統 久居站前
  - 21系統 香良洲公園（經雲出鋼管町）
  - 22系統 香良洲公園
  - 31系統 津站（經乙部朝日）
  - 31系統 天白
  - 32系統 AEON津（經上弁財）
  - 32系統 津站（經上弁財）
  - 32系統 香良洲公園
  - 32系統 香良洲公園（經上弁財）
  - 52系統 椋本（經柳山）
  - 52系統 豊里新城（經柳山）
  - 52系統 津駅前（經柳山）

- AEON Mall津南前巴士站（原則上只於AEON Mall營業時間外才營業）
  - 31系統 津站（經乙部朝日）
  - 31系統 天白
  - 32系統 津站（經上弁財）
  - 32系統 香良洲公園（經上弁財）

## 相鄰車站
東海旅客鐵道（JR東海）
紀勢本線
■快速「三重」
通過
■普通
阿漕－高茶屋－六軒

## 注腳